# جوزيف إل. جيل
جوزيف إل. جيل (بالإنجليزية: Joseph L. Gill)‏ هو سياسي أمريكي، ولد في 17 أبريل 1885، وتوفي في 13 يناير 1972. حزبياً، نشط في الحزب الديمقراطي. وقد انتخب عضو مجلس نواب إلينوي.